# Андреев, Алексей Ананьевич
Алексей Ананьевич Андреев (1905—1988) — советский инженер и конструктор, специалист в области создания автоматических измерительных приборов, трижды лауреат Сталинской премии.

## Биография
Выпускник Ленинградского политехнического института имени М.И Калинина 1932 года.
Работал в организации, которая в разное время носила разные названия: завод «Пирометр», завод № 218 Министерства авиационной промышленности, завод № 149 (в эвакуации), Государственное Союзное особое конструкторское бюро (ГСОКБ) — 218 МАП (начальник), Государственное Специальное конструкторское бюро систем контроля и автоматизации ГСКБ СКА, Ленинградское научно-производственное объединение «Буревестник».
В 1938 г. организовал и возглавил Опытно-конструкторское бюро средств автоматизации (позже — ГСКБ СКА).
Руководил разработкой серий малогабаритных автоматических приборов для измерения, регистрации и регулирования различных физических величин, в том числе для первой в мире атомной электростанции и первого в мире атомного ледокола «Ленин».

## Награды и звания
Трижды лауреат Сталинской премии (1949 — за выдающиеся научные открытия и технические достижения по использованию атомной энергии (за разработку точнейших контрольно-измерительных приборов с дистанционными показателями для заводов «А» и «Б»)", 1951 — за разработку новых автоматических приборов, 1953 — за разработку приборов контроля и системы управления атомным котлом).
Награждён двумя орденами Трудового Красного Знамени (04.11.1940, «за достижения в создании и освоении новых винтов, радиаторов, приборов и агрегатов для Красного Воздушного Флота»; 1949) и несколькими медалями.

## Научные труды
Автор книг:
- Автоматические показывающие, самопишущие и регулирующие приборы; Андреев, А.А.; Изд-во: Л.: Машиностроение, 1973 г. — Всего страниц: 286
- Автоматические электронные показывающие, регистрирующие и регулирующие приборы [Текст] : научное издание / А. А. Андреев. — Л. : Машиностроение, 1981. — 261 с. : ил. — Библиогр.: с. 257. — Б. ц.